# Reator a neutrões térmicos
Um reator nuclear a neutrões térmicos ou reator a neutrões térmicos é a categoria mais comum de reator nuclear.
Os reatores térmicos têm materiais moderadores para reduzir a velocidade dos neutrões, tornando-os neutrões térmicos de baixa velocidade, prevenindo assim a captura de neutrões por urânio-238.